# Parti libéral (Brésil, 1985)
Ne doit pas être confondu avec Parti libéral (Brésil impérial) ou Parti libéral (Brésil, 2006).
Le Parti libéral (Partido liberal, PL) est un ancien parti politique brésilien de tendance libérale et conservatrice, fondé en 1985 avec l'appui de l'Église universelle du royaume de Dieu. Le PL participe à la coalition conduite par Lula et l'un de ses membres, José Alencar Gomes da Silva, devient vice-président de la République. En 2005, ce dernier, avec le soutien de l'EURD, quitte le PL pour créer un nouveau parti, le Parti républicain brésilien.
En décembre 2006, le PL fusionne avec le petit Parti pour la reconstruction de l'ordre national, donnant naissance au nouveau Parti de la République.

## Résultats électoraux
- Élections législatives de 1986 : 6 sièges ;
- Élections législatives de 1990 : 16 sièges ;
- Élections législatives de 1994 : 13 sièges ;
- Élections législatives de 1998 : 12 sièges ;
- Élections législatives de 2002 : 26 sièges ;
- Élections législatives de 2006 : 23 sièges.